# Кочериново
Кочериново (болг. Кочериново) — город в Болгарии. Находится в Кюстендилской области, входит в общину Кочериново. Население составляет 2140 человек (2022). 

## Политическая ситуация
Кмет (мэр) общины Кочериново — Станислав Горов (с октября 2023 года).